# Ronde van Vlaanderen voor Vrouwen 2016
13. edycja kobiecego wyścigu kolarskiego Ronde van Vlaanderen voor Vrouwen odbyła się 3 kwietnia 2016 roku w Belgii. Trasa wyścigu liczyła 141,2 kilometrów. Zwyciężczynią została mistrzyni świata, Brytyjka Elizabeth Armitstead, wyprzedzając Szwedkę Emmę Johansson oraz Holenderkę Chantal Blaak.
Ronde van Vlaanderen był piątym w sezonie wyścigiem cyklu UCI Women’s World Tour, będącym serią najbardziej prestiżowych zawodów kobiecego kolarstwa. Dla Elizabeth Armitstead było to już trzecie w sezonie zwycięstwo w ramach tego cyklu. Poza wyścigiem kobiecym tego samego dnia, lecz na dłuższej trasie zorganizowano również wyścig mężczyzn.

## Wyniki
| M-ce | Imię i nazwisko        | Kraj              | Drużyna             | Czas       |
| ---- | ---------------------- | ----------------- | ------------------- | ---------- |
| 1.   | Elizabeth Armitstead   | Wielka Brytania   | Boels Dolmans       | 3h 53' 58" |
| 2.   | Emma Johansson         | Szwecja           | Wiggle High5        | + 0"       |
| 3.   | Chantal Blaak          | Holandia          | Boels Dolmans       | + 4"       |
| 4.   | Megan Guarnier         | Stany Zjednoczone | Boels Dolmans       | + 4"       |
| 5.   | Elisa Longo Borghini   | Włochy            | Wiggle High5        | + 4"       |
| 6.   | Ellen van Dijk         | Holandia          | Boels Dolmans       | + 4"       |
| 7.   | Annemiek van Vleuten   | Holandia          | Orica-AIS           | + 4"       |
| 8.   | Pauline Ferrand-Prévot | Francja           | Rabo Liv            | + 4"       |
| 9.   | Claudia Lichtenberg    | Niemcy            | Lotto–Soudal Ladies | + 4"       |
| 10.  | Katarzyna Niewiadoma   | Polska            | Rabo Liv            | + 4"       |
|      |                        |                   |                     |            |
| 22.  | Małgorzata Jasińska    | Polska            | Alé Cipollini       | + 2' 03"   |
| 30.  | Eugenia Bujak          | Polska            | BTC City Ljubljana  | + 3' 26"   |
| 67.  | Anna Plichta           | Polska            | BTC City Ljubljana  | + 3' 26"   |